# Große Schwebfliege

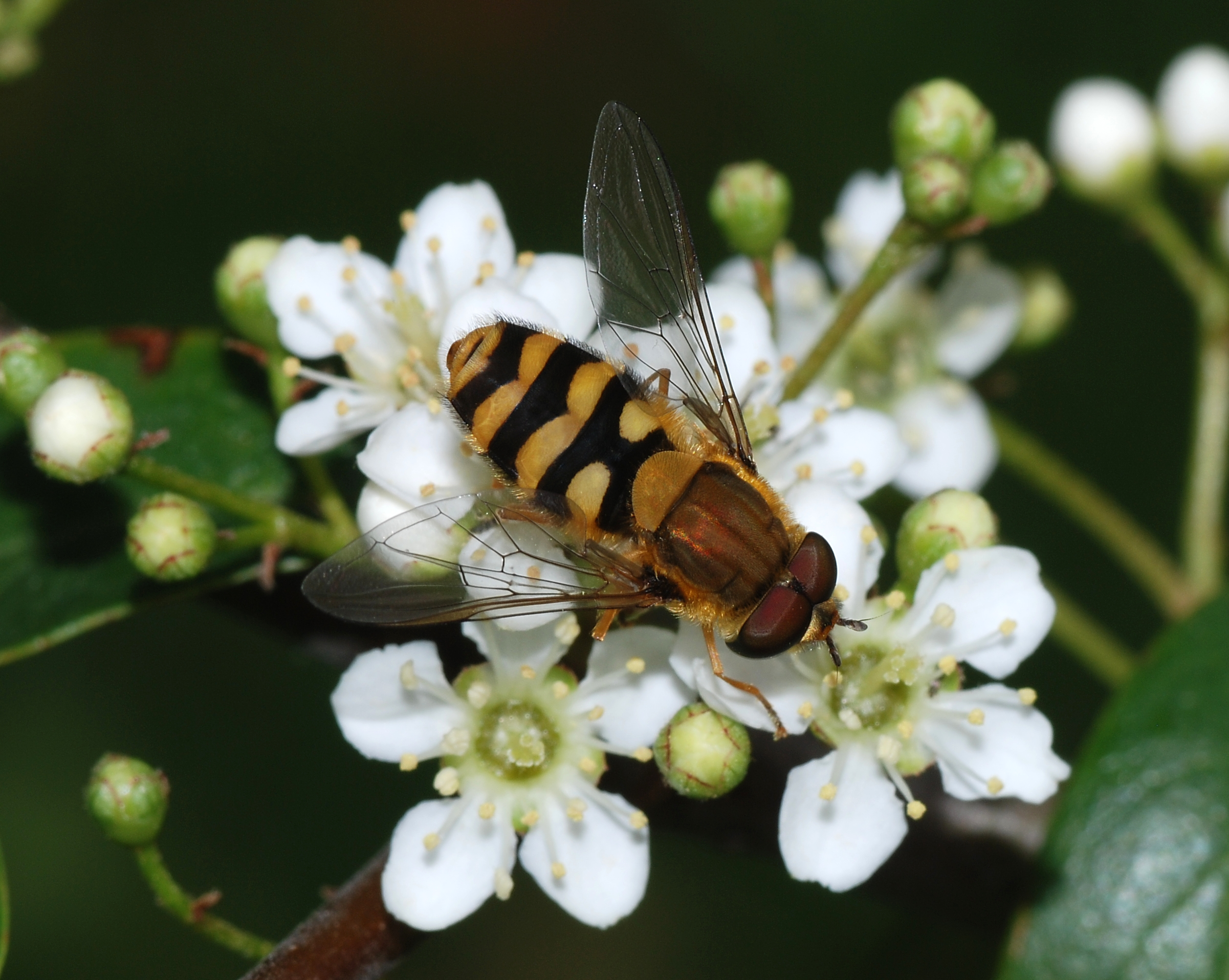
Männchen

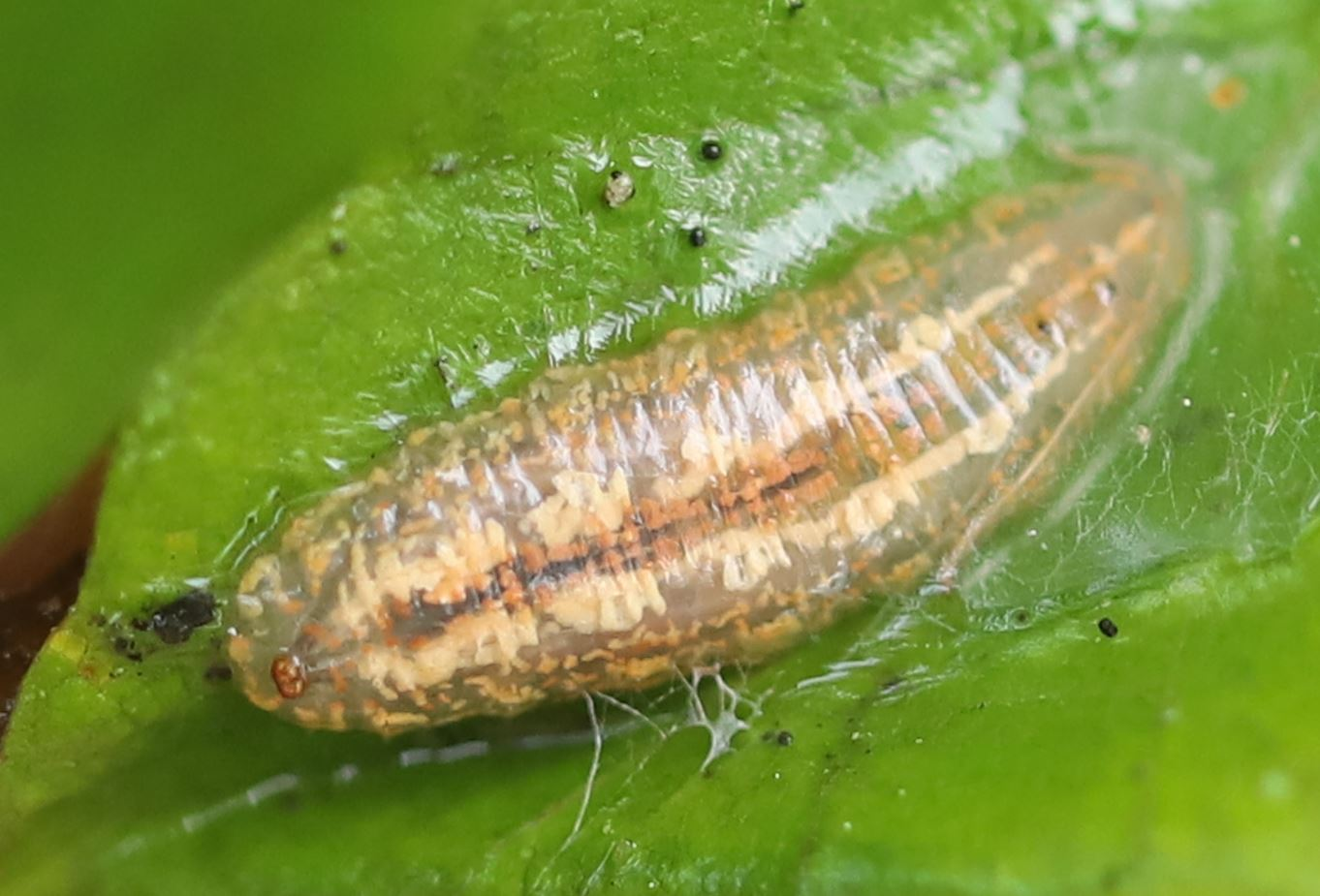
Larve, vermutlich von Syrphus ribesii

Die Große Schwebfliege oder Gemeine Garten-Schwebfliege (Syrphus ribesii) ist eine Art der Gattung Syrphus aus der Familie der Schwebfliegen (Syrphidae).

## Merkmale
Die Große Schwebfliege erreicht eine Körperlänge von 10 bis 12 Millimeter. Ihre Stirn ist flach und schwarz gefärbt, oberhalb der Fühler ist sie rostrot. Die Facettenaugen sind unbehaart, was sie von der ähnlichen Behaarten Schwebfliege (Syrphus torvus) unterscheidet. Das an den Seiten gelbe Mesonotum besitzt nur schlecht erkennbare Längslinien. Das Schildchen ist gelb und schwarz behaart. Das Abdomen ist abwechselnd schwarz und gelb gefärbt, die erste gelbe Binde ist in der Mitte unterbrochen, die folgenden werden zur Mitte hin schmaler. Die Flügel sind leicht braun getönt. Die Beine sind gelb, nur bei den Männchen sind die Hinterbeine an der Basis dunkel.

## Vorkommen und Lebensweise
Die Tiere kommen in Europa und Asien, östlich bis Japan und auch in der Nearktis vor. Man findet sie in fast allen Biotopen. Die Art fliegt von April bis Oktober in mehreren Generationen. Die Larven leben räuberisch und ernähren sich von Blattläusen. Sie fressen etwa 150 Läuse pro Tag.

## Ähnliche Arten
- Hainschwebfliege